# Мацусита, Юя
Юя Мацусита (яп. 松下 優也 Мацусита Юя, род. 24 мая 1990) — японский певец и актёр, работающий в жанрах ритм-н-блюз и хип-хоп. Сотрудничает с музыкальной компанией Epic Records.

## Биография
Родился в г. Кобе (префектура Хиого) 24 мая 1990, воспитывался матерью и бабушкой. В возрасте 12 лет, будучи шестиклассником, у Юл Мацусита зародилась мечта — сделать карьеру в музыкальной сфере. Именно поэтому он поступил в школу "Caless Vocal & Dance School", которую по собственному решению. В 9-м классе, вопреки возражениям матери, переехал в Нью-Йорк, где утвердился в своем желании стать артистом. Позже познакомился со своим будущим продюсером Дзин Накамура, с помощью которого дебютировал с песней «foolish foolish». Клип на эту песню также снимался в Нью-Йорке, после того как Мацусита подписал контракт с компанией Epic Records (Япония).
В 2009 Юя Мацусита исполнил роль Себастьяна Микаэлиса в мюзикле «Тёмный дворецкий» (по одноимённому аниме Kuroshitsuji). А его сингл «Trust Me», использованный как музыкальная тема титров аниме Durarara, получил высокую оценку в еженедельном чарте Oricon Singles Chart.
В 2010 сингл Мацуситы «Bird»(занял 15-е место в Oricon Singles Chart) стал музыкальной темой титров аниме «Тёмный дворецкий» (Kuroshitsuji).
В 2011 трек «Paradise» стал музыкальной темой дорамы «Квартет». В качестве первого гостя Мацусита пригласили на музыкальный фестиваль Fanime.
В январе 2015 года стал вокально-танцевальную группу X4 (2015—2017).

## Фильмография
Фильмы:
- Грустный парень (англ. Sad Boyfriend; яп.悲しいボーイフレンド) (2009)
- Девочка, покорившая время (яп.時をかける少女 (2010年の映画))
- Hikari, Sono Saki e (2010)

Дорамы:
- Квартет (TBS)(2011)

Мюзиклы:
[Kuroshitsuji] Темный Дворецкий - Sebastian Michaelis - Себастьян Михаэлис (2010, 2013, 2014)
[the Alucard show] Алукард Шоу (2013)

## Синглы
| Релиз           | Название                                                  |
| --------------- | --------------------------------------------------------- |
| 26 ноября 2008  | foolish foolish                                           |
| 28 января 2009  | LAST SNOW                                                 |
| 26 августа 2009 | Honesty/願いがかなうなら… (Honesty／Negai ga kanau nara…) |
| декабрь 2009    | Koe Ni Naranakute                                         |
| 17 февраля 2010 | Trust Me                                                  |
| 5 мая 2010      | YOU                                                       |
| 25 августа 2010 | Bird / 4 Seasons                                          |
| 2 февраля 2011  | Paradise                                                  |
| 4 мая 2011      | Naturally                                                 |
| 24 августа 2011 | Super Drive                                               |

## Альбомы
| Релиз       | Название |
| ----------- | -------- |
| 2 июня 2010 | I Am Me  |